# Cricova
Cricova è una città della Moldavia, appartenente al Municipio di Chișinău, di 8 700 abitanti nel 2015.
La cittadina è nota per ospitare le Cantine di Stato della Repubblica moldava che si sviluppano in una serie di tunnel sotterranei profondi tra i 50 e i 100 metri sotto il livello del suolo. Cricova dista circa 11 km da Chișinău, la capitale della Moldavia. Durante il periodo sovietico a Cricova si trovava una miniera, dalla quale si estraeva calcare utilizzato, tra l'altro, per la costruzione di case ed edifici nella capitale. La miniera era costituita da un labirinto di gallerie lungo più di 120 km, del quale solo 60 km sono attualmente in uso.

## Amministrazione

### Gemellaggi
- Noceto, dal 2000
- Cotnari
- Avangard
- Tîrgu Ocna
- Buşteni